# Kadanoor, Arkalgud
Kadanoor là một làng thuộc tehsil Arkalgud, huyện Hassan, bang Karnataka, Ấn Độ.